# Christophe d’Ansembourg
Christophe Philippe Charles de Marchant d’Ansembourg (* 1. August 1963 in Luxemburg) ist ein belgischer Autorennfahrer.

## Karriere als Rennfahrer
Der in Luxemburg geborene Christophe d’Ansembourg startete in den 1990er-Jahren in der französischen GT-Meisterschaft und mehrmals beim 24-Stunden-Rennen von Spa-Francorchamps. In den 2010er-Jahren wandte er sich dem historischen Motorsport zu. Er fuhr unteren anderen einen McLaren M26, einen Williams FW07C, einen Porsche 962C sowie die Jaguar-XJR-Prototypen der Gruppe C. 2014 und 2015 gewann er die historische Gruppe-C-Meisterschaft und 2019 auf einem Lola-Aston Martin LMP1 die Aston-Martin-Endurance-Championship.
2020 gab er für EuroInternational sein Debüt beim 24-Stunden-Rennen von Le Mans. Gemeinsam mit Érik Maris und Adrien Tambay fuhr er einen Ligier JS P217. Bereits im Training kam es zu Unstimmigkeiten, als sich d’Ansembourg über fehlende Betreuung und mangelnden Boxenfunk beklagte. Als der Wagen dann früh im Rennen nach einem Elektrikschaden ausfiel, verließ er Le Mans im Zorn.

## Statistik

### Le-Mans-Ergebnisse
| Jahr | Team              | Fahrzeug       | Teamkollege | Teamkollege   | Platzierung | Ausfallgrund |
| ---- | ----------------- | -------------- | ----------- | ------------- | ----------- | ------------ |
| 2020 | EuroInternational | Ligier JS P217 | Érik Maris  | Adrien Tambay | Ausfall     | Elektrik     |

### Einzelergebnisse in der FIA-Langstrecken-Weltmeisterschaft
| Saison  | Team              | Rennwagen      | 1   | 2   | 3   | 4   | 5   | 6   | 7   | 8   |
| ------- | ----------------- | -------------- | --- | --- | --- | --- | --- | --- | --- | --- |
| 2019/20 | EuroInternational | Ligier JS P217 | SIL | FUJ | SHA | BAH | AUS | SPA | LEM | BAH |
| 2019/20 | EuroInternational | Ligier JS P217 |     |     |     | DNF |     |     |     |     |